# Памятник царице Сююмбике в Касимове
Памятник царице Сююмбике в Касимове (тат. Сөембикә ханбикә һәйкәле) — памятник татарской ханше Казанского ханства (1549—1551) Сююмбике, расположенный в городе Касимов Рязанской области. Автор — скульптор Вениамин Сидоренко. 

## История
Проект был инициализирован и реализован председателем Татарской национально-культурной автономии Рязанской области и города Касимова Ильдаром Бикуевым и заслуженным работником культуры Республики Татарстан Альфией Рахматуллиной.
Памятник был установлен в 2022 году в ознаменование 1100-летия принятия ислама народами Волжской Булгарии, 870-летия города Касимова и 570-летия Касимовского ханства. Как зафиксировали различные исторические хроники, в 1552 году Сююмбике отбыла в Москву, а потом в Касимов, где её выдали замуж за касимовского хана Шаха Али-хана.
В церемонии строительства и открытия памятника принимали участие представители проживающих в Касимове татар, органов местного самоуправления, администрации Рязанской области и Духовного управления мусульман Российской Федерации.

## Описание
Памятник расположен в сквере Сююмбике на берегу реки Ока.
Статуя установлена в центре площади на двухъярусном постаменте в виде восьмиугольной звезды, на котором установлен гранитный постамент. Вокруг постамента — полумесяц из зелено-желтого камня. Изображение императрицы, положившей одну руку на грудь, выражает тоску и любовь к своему народу. Её прямое тело с высоко поднятой головой показывает её как сильную духом личность.
Скульптура высотой три метра и весом 1,5 тонны отлита из бронзы в мастерских Санкт-Петербурга.
На лицевой стороне постамента вверху имеется надпись на русском и арабском языках «Казанская царица Сююмбике».

## Критика
Строительство памятника вызвало негодование со стороны депутата Касимовской городской думы Валерия Камшилова и ряда активистов, потребовавших перенести его в Казань. По их мнению, данный памятник способствует взращиванию пятой колонны, сепаратистов и националистов, поскольку известно, что Сююмбике до последнего выступала в защиту Казанского ханства. Многие сравнивали установку памятника Сююмбике с «открытием памятника Власову». Некоторые указывали также на национальную принадлежность Сююмбике, утверждая, что она была не татаркой.
Религиозный и общественный деятель Равиль Гайнутдин также негативно отнёсся к воздвижению памятника.